# ATC (S02)
Jest to część klasyfikacji anatomiczno-terapeutyczno-chemicznej:
- S – Narządy wzroku i słuchu
  - S 01 – Leki oftalmologiczne
  - S 02 – Leki otologiczne
  - S 03 – Leki oftalmologiczne i otologiczne

Obejmuje ona leki otologiczne:

## S 02 A – Leki przeciwinfekcyjne
- S 02 AA – Leki przeciwinfekcyjne
  - S 02 AA 01 – chloramfenikol
  - S 02 AA 02 – nitrofural
  - S 02 AA 03 – kwas borowy
  - S 02 AA 04 – acetowinian glinu
  - S 02 AA 05 – kliochinol
  - S 02 AA 06 – nadtlenek wodoru
  - S 02 AA 07 – neomycyna
  - S 02 AA 08 – tetracyklina
  - S 02 AA 09 – chlorheksydyna
  - S 02 AA 10 – kwas octowy
  - S 02 AA 11 – polimiksyna B
  - S 02 AA 12 – ryfamycyna
  - S 02 AA 13 – mikonazol
  - S 02 AA 14 – gentamycyna
  - S 02 AA 15 – cyprofloksacyna
  - S 02 AA 16 – ofloksacyna
  - S 02 AA 17 – fosfomycyna
  - S 02 AA 18 – cefmenoksym
  - S 02 AA 30 – połączenia

## S 02 B – Kortykosteroidy
- S 02 BA – Kortykosteroidy
  - S 02 BA 01 – hydrokortyzon
  - S 02 BA 03 – prednizolon
  - S 02 BA 06 – deksametazon
  - S 02 BA 07 – betametazon
  - S 02 BA 08 – acetonid fluocynolonu

## S 02 C –  Połączenia kortykosteroidów i leków przeciwinfekcyjnymi
- S 02 CA – Połączenia kortykosteroidów z lekami przeciwinfekcyjnymi
  - S 02 CA 01 – prednizolon w połączeniach z lekami przeciwinfekcyjnymi
  - S 02 CA 02 – flumetazon w połączeniach z lekami przeciwinfekcyjnymi
  - S 02 CA 03 – hydrokortyzon w połączeniach z lekami przeciwinfekcyjnymi
  - S 02 CA 04 – triamcynolon w połączeniach z lekami przeciwinfekcyjnymi
  - S 02 CA 05 – fluocynolon w połączeniach z lekami przeciwinfekcyjnymi
  - S 02 CA 06 – deksametazon w połączeniach z lekami przeciwinfekcyjnymi
  - S 02 CA 07 – fludrokortyzon w połączeniach z lekami przeciwinfekcyjnymi

## S 02 D – Inne leki otologiczne
- S 02 DA – Leki przeciwbólowe i znieczulające
  - S 02 DA 01 – lidokaina
  - S 02 DA 02 – kokaina
  - S 02 DA 03 – fenazon
  - S 02 DA 04 – cynchokaina
  - S 02 DA 30 – połączenia
- S 02 DC – Inne preparaty